# 阿尔泰野豌豆
阿尔泰野豌豆（学名：Vicia lilacina）是豆科野豌豆属的植物，为中国的特有植物。分布在中国大陆的新疆等地，生长于海拔900米的地区，多生长在泛滥地，目前尚未由人工引种栽培。